# K-Ci & JoJo
K-Ci & JoJo sono un gruppo musicale R&B statunitense, composto dai fratelli Cedric Hailey, detto K-Ci (2 settembre 1969) e Joel Hailey, detto JoJo (10 giugno 1971), entrambi originari di Wingate (Carolina del Nord). Prima di fondare i K-Ci & JoJo, i fratelli Hailey facevano parte del gruppo Jodeci, insieme ai fratelli DeGrate.
Il duo debutta nel 1996 registrando il brano How Could You per la colonna sonora del film Bulletproof, ma il loro primo successo arriva a luglio quando collaborano con 2Pac nel brano How Do U Want It, che arriva alla prima posizione della Billboard Hot 100. Nel 1997 viene pubblicato il loro primo album Love Always, che arriva alla sesta posizione della Billboard 200 ed alla seconda della R&B Albums. Il singolo All My Life estratto da Love Always rimane per tre settimane in vetta alla Billboard Hot 100.
Negli anni successivi il gruppo pubblicherà altri album: It's Real (1999), X (2000), Emotional (2002) e Love (2008), destinato al solo mercato giapponese. Nel gennaio 1999 il gruppo ha vinto un American Music Award nella categoria "gruppo soul/R&B preferito".

## Discografia
- 1997: Love Always
- 1999: It's Real
- 2000: X
- 2002: Emotional
- 2005: All My Life: Their Greatest Hits
- 2007: 20th Century Masters - The Millennium Collection: The Best of K-Ci & JoJo
- 2008: Love
- 2008: Playlist Your Way